# Джеймс Манголд
Джеймс Манголд (на английски: James Mangold, р. 16 декември 1963) е американски филмов режисьор и сценарист.

## Биография
Роден е в Ню Йорк, в семейство на художници. След завършване на гимназия се записва да учи режисура в Калифорнийския институт за изкуства. Докато е трета година, се записва по съвет на своя учител да следва паралелно и за актьор, където е в един курс с известния актьор Дон Чийдъл.
Впечатлени от неговите студентски кратки филми, от Дисни му предлагат договор (докато е едва на 21 години). Манголд обаче е разочарован от работата си в компанията и след няколко години решава да напусне и да се завърне в Ню Йорк, където се записва да учи във Филмовото училище към Колумбийския университет. Докато следва там, му преподава Милош Форман, а самият той разработва проектите за фимите си Heavy и Copland. С първия печели наградата за най-добър режисьор през 1995 на кинофестивала „Сънданс“.
Манголд последователно написва и режисира „Копланд“ (1997) със Силвестър Сталоун, Робърт де Ниро и Харви Кайтел, „Луди години“ (1999) с който Анджелина Джоли печели Оскар за поддържаща женска роля, „Кейт и Леополд“ (2001) с Мег Райън и Хю Джакман и „Самоличност“ (2003) с Джон Кюзак.
През 2005 г. написва сценария съвместно с Джил Денис и режисира „Да преминеш границата“ – филм за ранните години на кънтри звездата Джони Кеш. Филмът е приет радушно от критиката и се счита за най-добрия на Манголд дотогава. Номиниран е за 5 Оскара и печели наградата за най-добра женска роля (Рийз Уидърспун). Последният филм на Манголд „Ескорт до затвора“ (2007) с Ръсел Кроу и Крисчън Бейл също е успешно приет и от критиката, и от публиката.
Манголд участва като актьор в „Най-сладкото нещо“ (2002) и в собствения си филм „Кейт и Леополд“. На снимачната площадка на „Копланд“ се запознава със съпругата си продуцентката Кати Конрад.